# Chrysostomos I di Cipro
Christoforos Aristodimou (gr.  Αρχιεπίσκοπος Χρυσόστομος Α΄; Statos, 27 settembre 1927 – Nicosia, 22 dicembre 2007) è stato un arcivescovo ortodosso e politico cipriota.
Egli è stato arcivescovo di Cipro con il nome di Chrysostomos I dal 1977 al 2006.

## Biografia
Nacque nel villaggio di Statos a Paphos, nella Cipro britannica. Grazie alla borsa di studio del monastero di Kykkos, dove prestò servizio come monaco, terminò le scuole superiori al Ginnasio Panciprio nel 1950 e studiò teologia e letteratura all'Università di Atene. Tornato al monastero di Kykkos, fu ordinato diacono nel febbraio 1951. Nell'ottobre 1961 venne ordinato sacerdote e tornò al Ginnasio Panciprio, dove insegnò teologia per 5 anni.
Nel 1968 fu eletto vescovo di Costantia, prima di diventare vescovo di Paphos nel luglio 1973. Il 12 novembre 1977 fu eletto arcivescovo di Cipro in successione al presidente e arcivescovo di Cipro, Makarios III, morto nello stesso anno.
Chrysostomos era noto per la sua vigorosa opposizione alla depenalizzazione dell'omosessualità a Cipro, affermando: "La Chiesa condanna l'omosessualità come un atto peccaminoso e ripugnante perché è contrario allo spirito delle Scritture e alla legge della natura".
Nell'aprile del 2000 subì un grave trauma cranico cadendo dalle scale del Palazzo Arcivescovile e non si riprese più. Nel 2004 si seppe che soffriva del morbo di Alzheimer e l'anno successivo entrò in coma.
Rimase a capo della Chiesa di Cipro a causa della mancanza di disposizioni nel diritto canonico per i casi di incapacità. All'inizio del 2006 i vescovi ciprioti chiesero al Patriarca ecumenico di Costantinopoli di convocare un Sinodo panortodosso per decidere il da farsi, dato che le sue condizioni erano irreversibili ed era ancora in coma.
Un sinodo panortodosso fu convocato dal Patriarca ecumenico Bartolomeo I di Costantinopoli a Pregny-Chambésy, in Svizzera, nel maggio 2006, e fu deciso che Chrysostomos doveva essere rimosso dall'incarico a causa di gravi problemi di salute, pur mantenendo i suoi titoli onorifici. Il vescovo di Paphos Chrysostomos fu eletto come locum tenens e le elezioni arcivescovili furono proclamate per il 24 settembre 2006. In quell'occasione, Chrysostomos II è diventato il nuovo arcivescovo di Cipro.
Chrysostomos I è morto il 22 dicembre 2007.